# عیسی سحرخیز
عیسی سحرخیز (زادهٔ ۱۰ بهمن ۱۳۳۲ در آبادان) از چهره‌های فعال سیاسی و مطبوعاتی در ایران است که در دورهٔ ریاست‌جمهوری سید محمد خاتمی مدتی مدیرکل مطبوعات داخلی وزارت فرهنگ و ارشاد اسلامی بود.

## زندگی
عیسی سحرخیز متولد ۱۰ بهمن ۱۳۳۲ در آبادان است. در شش‌سالگی همراه با خانواده به کرج رفت. او تحصیلات ابتدایی و متوسطه را در کرج گذراند، در تیرماه سال ۱۳۵۷ ازدواج کرد و به تهران رفت. او در سال ۱۳۵۸ در رشتهٔ اقتصاد از دانشگاه تهران فارغ‌التحصیل شد. وی از سال ۱۳۶۱ به‌عنوان خبرنگار و کارشناس اقتصادی در خبرگزاری رسمی دولت ایران (ایرنا) فعالیت داشت.

### در وزارت ارشاد
سحرخیز در سال ۱۳۷۱ پس از استعفای سید محمد خاتمی از وزارت ارشاد از مدیریت ایرنا کناره‌گیری کرد و به‌عنوان رئیس دفتر خبرگزاری جمهوری اسلامی به سازمان ملل در نیویورک رفت.
در سال ۱۳۷۶ با انتخاب خاتمی به ریاست جمهوری، به ایران آمد و در وزارت ارشاد سید عطاءالله مهاجرانی آغاز به کار کرد.
در سال ۱۳۷۸ عیسی سحرخیز در اعتراض به توقیف روزنامه زن با مدیرمسئولی فائزه هاشمی رفسنجانی از سمت مدیرکلی مطبوعات داخلی وزارت ارشاد استعفا داد. او از طرفداران این روزنامه بود که در دادگاه انقلاب نیز در سال ۱۳۸۲ به دفاع از این روزنامه پرداخت. در همین رابطه او در سال ۱۳۸۲ محاکمه و به یک سال محرومیت از اشتغال در مناصب دولتی محکوم شد.

### فعالیت‌های مطبوعاتی
سحرخیز پس از استعفا از مدیرکلی مطبوعات داخلی، فعالیت در ماهنامه آفتاب را پیگیری کرد. چندی بعد ماهنامهٔ آفتاب نیز توقیف و سحرخیز به‌عنوان مدیر مسئول آن دادگاهی شد. او پس از آن ترجیح داد با روزنامه‌های منتقد حاکمیت ایران همچون روزآنلاین فعالتی مطبوعاتی خویش را پیش ببرد.
او از برجسته‌ترین چهره‌های روزنامه‌نگاری انتقادی ایران و از بنیان‌گذاران انجمن دفاع از آزادی مطبوعات ایران است.
او همچنین مدیر مسئول روزنامهٔ توقیف‌شدهٔ «اخبار اقتصادی» و ماهنامهٔ توقیف‌شدهٔ «آفتاب» بوده‌است.
در سال ۱۳۸۳، عیسی سحرخیز، نمایندهٔ مدیران مسئول جراید در هیئت نظارت بر مطبوعات بود. در نشست هفتگی این هیئت بر سر مطلب یکی از مجلات هفتگی دربارهٔ روابط دختران و پسران با غلامحسین محسنی اژه‌ای که رئیس دادگاه ویژه روحانیت و نمایندهٔ قوه قضائیه در هیئت نظارت بر مطبوعات بود درگیر شد. به گزارش خود او، محسنی‌اژه‌ای پس از پرتاب قندان به سمت او، شانهٔ چپش را هم گاز گرفت. منابع مرتبط به جمهوری اسلامی، از حمله فیزیکی سحرخیز به محسنی اژه‌ای خبر دادند.

### بازداشت اول  در سال ۱۳۸۸
او در جریان اعتراضات مردم ایران به نتایج انتخابات ریاست جمهوری (۱۳۸۸) در تاریخ ۱۲ تیر ۱۳۸۸ بازداشت شد. شنبه هفتهٔ پیش از آن در ۳۰ خرداد، از دفتر سعید مرتضوی، دادستان تهران با او تماس گرفته و از او خواسته بودند روز بعد خود را به دادستانی معرفی کند، اما او گفته بود تا چند روز آینده خارج از تهران است و نمی‌تواند به دادستانی مراجعه کند. عیسی سحرخیز پس از اعلام دادستانی مبنی بر معرفی خود، در ۱۲ تیر در شمال کشور دستگیر شد و به زندان اوین انتقال یافت. او در بند ۲۰۹، بند ۲۴۰ و بند ۳۵۰ نگهداری شده‌است. اولین تماس از طرف دادستانی پس از دستگیری وی در تاریخ ۲۵ تیر صورت گرفته و با اعلام وضع نامناسب جسمی وی و تحت نظر بودن ایشان، درخواست داروهای سحرخیز را کرده‌اند. پسر وی اعلام کرد که دنده‌های پدرش را در هنگام دستگیری شکسته‌اند.
عیسی سحرخیز ابتدا به سه سال و سپس یک سال و نیم زندان محکوم شد. حکم او از سوی شعبهٔ ۱۵ دادگاه انقلاب اسلامی تهران به ریاست ابوالقاسم صلواتی به اتهام توهین به رهبری و فعالیت تبلیغی علیه نظام صادر شده بود. دوران محکومیت و حبس او آغاز شده بود که وی در سوم مرداد ۱۳۸۹ از زندان رجایی‌شهر نامه‌ای سرگشاده خطاب به رئیس قوهٔ قضائیهٔ جمهوری اسلامی منتشر کرد که در آن خواستار تشکیل دادگاه علیه سید علی خامنه‌ای، محمود احمدی‌نژاد و غلامحسین محسنی اژه‌ای شد. او در این نامه اعلام کرده‌است در صورتی که ظرف مدت یک‌ ماه به شکایتش رسیدگی نشود از طریق شیرین عبادی از این افراد به مجامع بین‌المللی شکایت خواهد برد. کمی‌ بعد‌‌‌ در تاریخ ۱۴ مرداد ۱۳۹۰ طی حکمی به دو سال حبس دیگر به‌دلیل فعالیت‌های مطبوعاتی سابقش و در مجموع به ۵ سال زندان محکوم شد.
او پس از زندان اوین به زندان رجایی‌شهر کرج منتقل شد و در تیر ۱۳۹۰ به همراه مسعود باستانی اعتصاب غذا کرد. او به بیماری کم‌خونی دچار است و از داشتن مرخصی در دوران محکومیت خود محروم بود.
سرآخر سحرخیز عصر پنجشنبه ۱۱ مهر ۱۳۹۲ آزاد شد. او چند ماه بعد از آزادی در دی ماه همان سال به دیدار اهالی رسانه با هاشمی رفسنجانی رفت.

### بازداشت دوم در سال ۱۳۹۴
او دو سال بعد در ۱۱ آبان ۱۳۹۴ به همراه چند روزنامه‌نگار دیگر بازداشت شد و این بار به ۲ سال حبس محکوم شد. اما دادگاه یک هشتم حکم او را بخشیده و میزان محکومیتش را بیست و یک ماه زندان صادر کرد. اتهام اولیه آنها نفوذ مطرح شد ولی سپس با جرم فعالیت تبلیغاتی علیه نظام محکوم شدند. دو عنوان اتهامی دیگر یعنی «توهین به رئیس قوه قضائیه» و «شر اکاذیب علیه رهبر جمهوری اسلامی» در دادگاه‌های جداگانه‌ای مورد بررسی قرار گرفت که در مورد نشر اکاذیب به ۶ ماه حبس محکوم شد. خبرگزاری روز آنلاین مطلبی را منسوب به رهبر جمهوری اسلامی از صفحه فیسبوک سحرخیز منتشر کرده بود که سبب صدور چنین حکمی شد. سحرخیز عصر سه‌شنبه ۵ اردیبهشت ۱۳۹۶ با پایان دوران محکومیتش آزاد شد. دادگاه بعدی او، دو هفته پس از آزادی اش برگزار خواهد شد.

### بازداشت سوم در سال ۱۳۹۶
دادگاه او در خرداد و تیر ۱۳۹۶ برگزار شد و حکم آن در تاریخ ۷ تیر ۱۳۹۶ صادر شد. وی به جرم توهین به رئیس قوه قضائیه به ۶ ماه حبس تعزیری محکوم شد. به گزارش وکیل سحرخیز، اتهام او از نظر دادگاه شخصی در نظر گرفته شده است و نه سیاسی. در حکمی دیگر نیز وی به جرم توهین به رئیس جمهور به ۶ ماه حبس دیگر محکوم شد. او در سال ۱۳۹۷  آزاد شد.